# Раденци
Раденци (словен. Radenci) је градић и управно средиште истоимене општине Раденци, која припада Помурској регији у Републици Словенији.
По попису становништва из 2011. године насеље Раденци имало је 2.201 становника.
Раденци су и позната бања у Словенији.